# Технічний переклад
Техні́чний пере́клад — переклад, що використовується для обміну спеціальною науково-технічною інформацією між людьми, що говорять різними мовами. При спрощеному підході під технічним перекладом розуміють переклад технічних текстів. В основі технічного перекладу лежить формально-логічний (колективний) стиль, який характеризується точністю, неемоційністю та безособовістю.

## Види технічного перекладу
Залежно від форм (способів) обробки вихідного тексту перекладачем виділяються різні види технічного перекладу:
- повний письмовий переклад (основна форма технічного перекладу)
- реферативний переклад
- анотаційний переклад
- переклад заголовків
- усний технічний переклад (потрібно, наприклад, для навчання використання іноземного обладнання на великому промисловому підприємстві)

## Поняття технічного перекладача
Технічний переклад здійснюється технічними перекладачами. Технічний перекладач є посередником в обміні науково-технічною інформацією.

## Вимоги до технічного перекладача
- Знання як мінімум однієї іноземної мови в ступені, достатньому для розуміння тексту оригіналу
- Знання мови, на яку виконується переклад (рідної мови), в ступені, достатньому для грамотного викладу
- Вміння користуватися робочими джерелами інформації
- Гарне знання спеціальної термінології як мовою оригіналу, так і мовою перекладу
- Гарне знання галузі техніки, до якої належить текст перекладу
- Володіння різними видами технічного перекладу
- Оптимальним є наявність у перекладача окрім лінгвістичної освіти ще й спеціальної технічної освіти.

## Проблеми технічного перекладу
Основною проблемою технічного перекладу є необхідність поєднання знання іноземної мови зі знанням техніки. У зв'язку з нестачею технічних перекладачів і з лінгвістичною, і з технічною освітою тривалий час ведуться дискусії про найзручнішу базову освіту технічного перекладача. Частина авторів вважає, що бажаніша лінгвістична вища освіта (тобто освіта в області іноземних мов), з подальшим нарощуванням термінологічної бази і технічних знань. Інші автори вважають, що грамотний технічний переклад вимагає професійного знання відповідної галузі техніки, а гарне знання іноземної мови при цьому не настільки істотно, особливо при перекладі на рідну мову.
Наявність двох різних підходів знайшла своє відображення в технологіях перекладу, які використовуються в бюро перекладів. Прихильники першого підходу виконують переклади силами перекладачів з лінгвістичною освітою з наступною редактурою, виконуваною профільними технічними фахівцями. Прихильники другого залучають до перекладу тільки діючих інженерів, при цьому редагування перекладу (лінгвістом) здійснюється лише при перекладі на іноземну мову. Незалежно від технології виконання технічних перекладів, існує проблема пошуку кваліфікованих кадрів для їх виконання, пов'язана як з рівнем освіти перекладачів, так і з ситуацією на ринку перекладацьких послуг. Як наслідок загальний рівень виконання технічних перекладів в Україні відносно невисокий, і багато компаній, які потребують виконання подібних робіт, організовують їх виконання своїми силами без допомоги бюро перекладів.